# Shinobu Ohtaka
Shinobu Ohtaka (大高忍 Ōtaka Shinobu?, nacida el 9 de mayo, 1983, Tokyo, Japón) es una mangaka japonesa, autora del manga Sumomomo Momomo y Magi, ambos adaptados a anime.

## Trabajos
- Sumomomo Momomo (2004 - 2009)
- Magi (2009 - 2017)
- Magi: Sinbad no Bouken (2013 - 2018 - Historia)
- Orient (2018 - 2020)

## Curiosidades
- Jamás ha mostrado su cara al público.